# Joannino Favereo

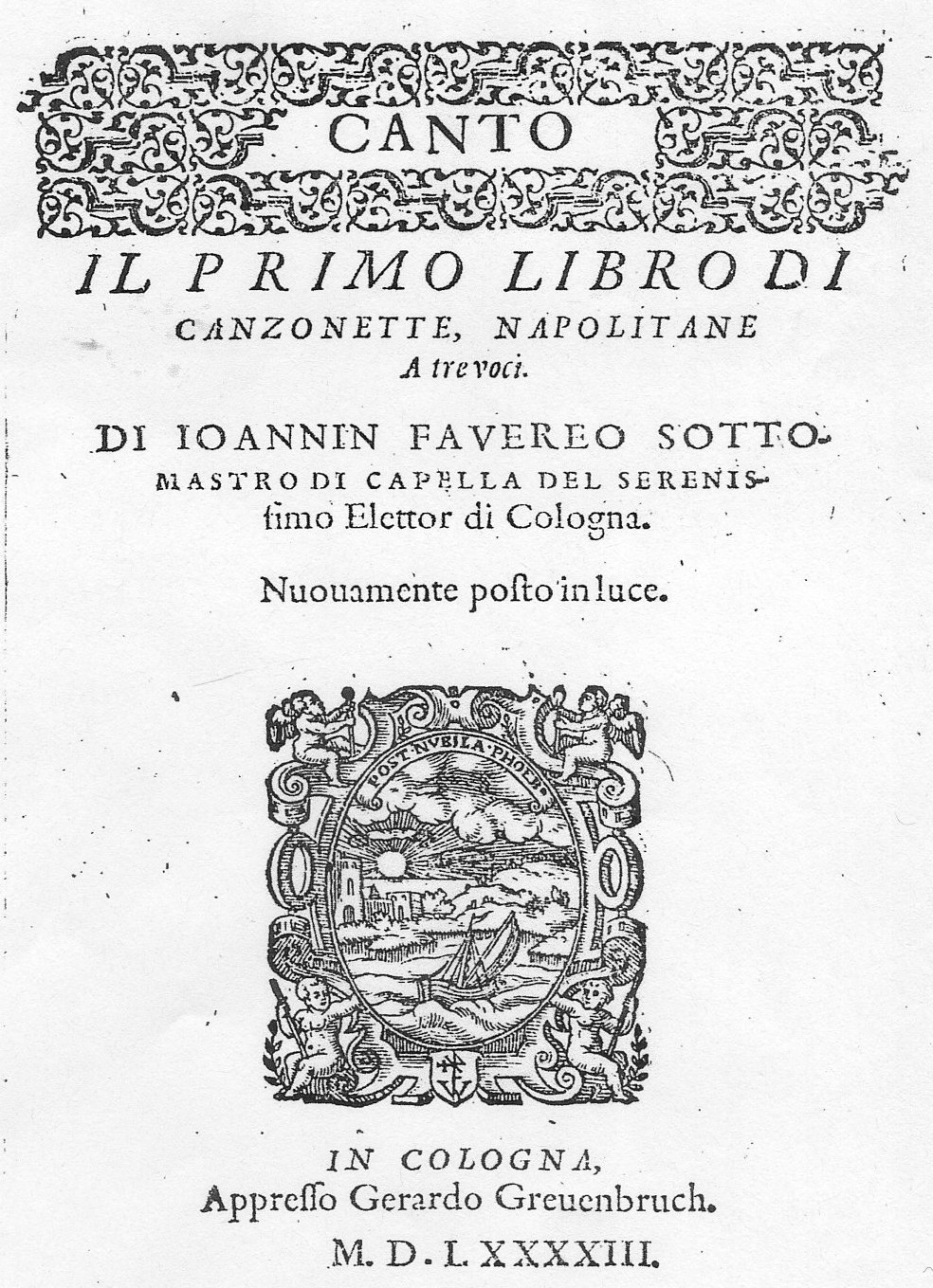
Titelseite der Canzonette napolitane 1593

Joannino Favereo (auch Janino Favereo; * sicher vor 1570; † Mitte 1624) war ein deutscher Komponist und Hofkapellmeister der Kurfürsten von Köln.

## Leben
Über Favereos Herkunft ist nichts bekannt. Vermutlich stammte er aus der Lütticher Beamtenfamilie Favreau. Darauf deutet das am Ende des 17. Jahrhunderts von einer Enkelin geführte Wappen hin, ebenso die Herkunft seines Vorgängers und seiner beiden Nachfolger im Amt des kurkölnischen Hofkapellmeisters.
Erstmals nachweisbar ist Favereo am 25. November 1592 in Köln, als er seine dort ein Jahr später gedruckten Canzonette napolitane zwei Ratsherren widmete, auf deren Titelblatt er sich als „Unterkapellmeister“ (sotto-maestro) des Kurfürsten Ernst von Bayern bezeichnete. In dieser Zeit war Antonius Gosswin noch als Hofkapellmeister bei Kurfürst Ernst tätig. Wann Favereo ihm als Leiter der kurkölnischen Hofkapelle folgte, ist nicht belegt, spätestens aber wohl nach Gosswins Tod 1597/98.
Sicher nachweisbar als kurfürstlicher Kapellmeister ist Favereo erstmals 1603 in Arnsberg, der Residenz des Kurfürsten von Köln in dessen Eigenschaft als Herzog von Westfalen. Dorthin hatte sich Ernst von Bayern zurückgezogen, nachdem 1595 sein Neffe Ferdinand von Bayern als Koadjutor im Erzstift Köln eingesetzt worden war. In Arnsberg erwarb Favereo nachweislich eine Kornrente (1603) und eine Immobilie (1605) und heiratete eine Schwester des wohlhabenden und sehr einflussreichen Arnsberger Bürgermeisters Henneke von Essen.
Nach dem Tod des Kurfürsten Ernst am 17. Februar 1612 behielt Favereo auch unter dessen Nachfolger Ferdinand seine Stellung als Hofkapellmeister und begleitete in dieser Eigenschaft den neuen Kurfürsten zum Reichstag anlässlich der Wahl Kaiser Matthias’ im Juni 1612 nach Frankfurt am Main.
Spätestens 1619 gab Favereo seine Stellung als Hofkapellmeister auf; sein Nachfolger wurde Alphonse de Fressart aus Lüttich. Aber bereits 1615 bekleidete Favereo im Herzogtum Westfalen die Stellung eines Oberkellners, der offiziell an der Spitze der landesherrlichen Finanzverwaltung stand; die tatsächliche Arbeit verrichtete aber ein „Unterkellner“. Favereo hatte also durch den Kurfürsten eine einträgliche Pfründe von jährlich 200 Reichstalern erhalten, was dem Gehalt eines kurfürstlichen Rates entsprach.

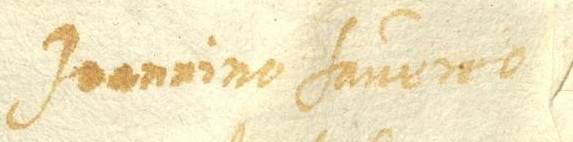
Unterschrift Favereos 1621

Auf Wunsch des Kurfürsten wurden 1621 die landesherrlichen Einnahmen im Herzogtum Westfalen verpachtet. Favereo wurde Amodiator (Pächter) und schloss noch im gleichen Jahr mit dem höchsten Hofbeamten des Herzogtums, dem Hofmeister Stephan Wrede, einen Vertrag über die Aufteilung der von den Gerichten des Herzogtums verhängten Geldstrafen (z. B. Brüchte).
Favereo war mindestens dreimal verheiratet. Die ersten seiner vier bekannten Kinder stammten wohl aus der Ehe mit Anna von Essen († 1604/05). Der Familienname seiner zweiten Ehefrau Ursula ist nicht bekannt. Seine dritte Frau Gertrud von Edelkirchen aus einer niederen Adelsfamilie im Herzogtum Westfalen heiratete er erst wenige Jahre vor seinem Tod.

## Werke

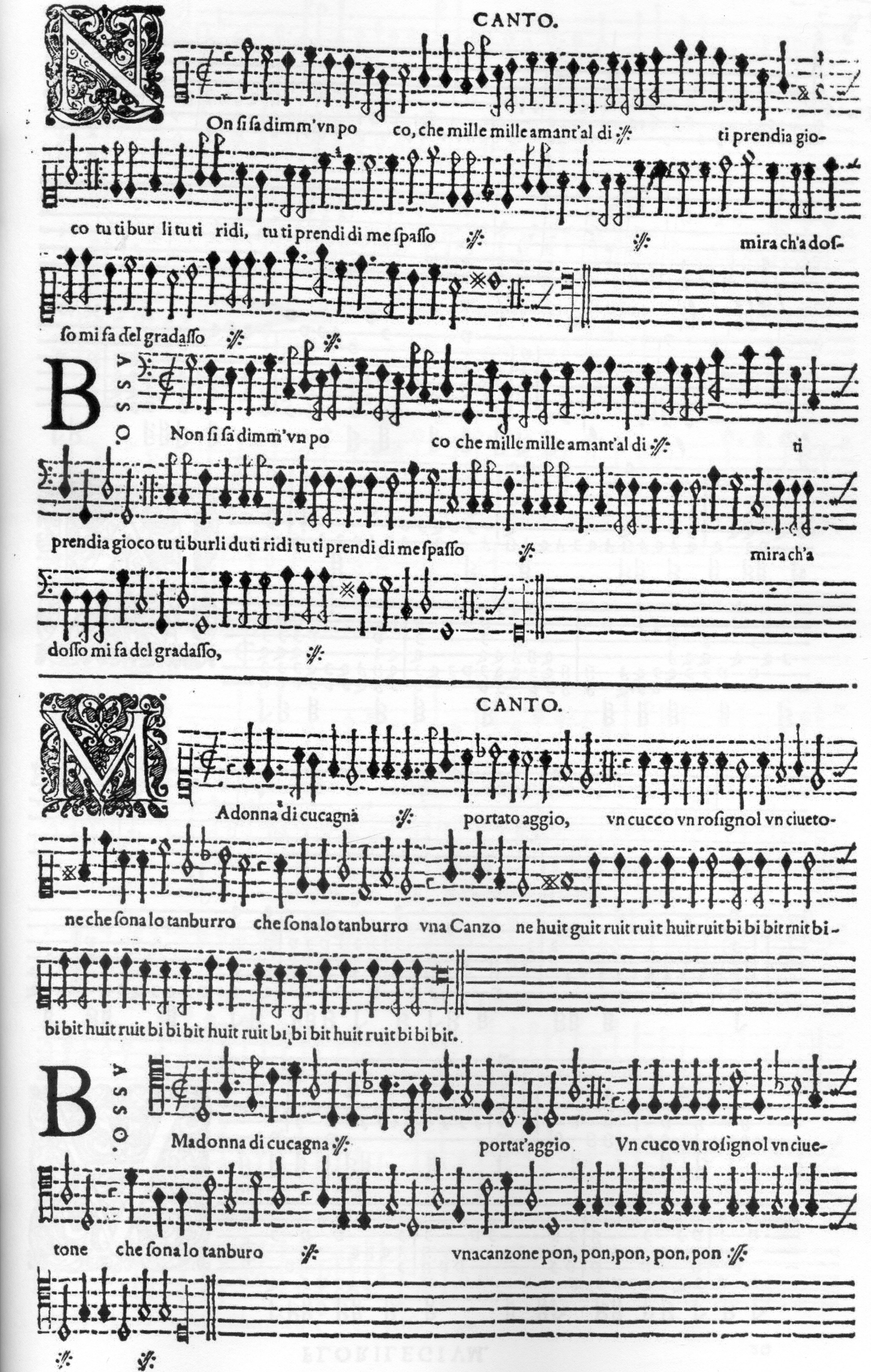
Komposition Favereos aus dem Florilegium 1594

Von Favereos kompositorischem Schaffen ist nur wenig überliefert. Komplett erhalten sind seine Canzonette napolitane, eine 1593 in Köln gedruckte Sammlung von 21 Liedern in italienischer Sprache, komponiert in den drei Stimmen Canto, Alto und Basso. Von den Liedern 1 (Non si sa dimm'un pocco) und 6 (Madonna di cucagna) erschien ein Jahr später die jeweils erste Strophe in den Stimmen Canto und Basso in dem mit Musikstücken in französischer Tabulatur versehenden Sammelwerk Florilegium des um 1545 in Antwerpen geborenen Adrian Denss, jetzt versehen mit einer Lautenbegleitung.
In der von Bernhard Klingenstein, Domkapellmeister in Augsburg, 1604 herausgegebenen Vertonung Rosetum Marianum
des 33 Strophen umfassenden Mariengedichts von Renward Cysat erscheint Favereo als Komponist der fünf Stimmen der 29. Strophe Jesu. ich bin, verschmäh mich nit.
Nicht mehr erhalten sind Favereos Cantiunculae sacrae, eine Sammlung kleiner geistlicher Lieder, die in einem von Jean Bogard in Douai 1616 herausgegebenen Werk genannt wird.

## Zuordnung und Bedeutung
Die Werke Favereos sind der höfischen Vokalpolyphonie der Spätrenaissance zuzuordnen. Er stand damit in der Tradition Orlando di Lassos, unter dessen Schüler Antonius Gosswin Favereo 1592/93 als Unterkapellmeister tätig war. Daher gehören Favereos Kompositionen zur franko-flämischen Musik.
Zweifellos gehörte Favereo in seiner Zeit zu den bekanntesten Komponisten. So zählte ihn Klingenstein in seinem Rosetum  Marianum 1604 neben Orlando di Lasso, Gregor Aichinger, Christian Erbach, Hans Leo Haßler und 28 weiteren Komponisten zu den fürtreflichen und fürnehmen Musikern. Als Kapellmeister der Kurfürsten Ernst und Ferdinand von Bayern genoss er deren Mäzenatentum für die Musik und nahm aus dem Blickwinkel der Reichsfürsten eine der höchsten und angesehensten Stellungen ein, die ein Musiker in dieser Zeit erreichen konnte. Die hohe Wertschätzung seiner Zeitgenossen zeigt sich auch in der Aufnahme seiner Canzonette napolitane in die Bibliothek der Fugger und in der Veröffentlichung einiger seiner Kompositionen in den bekannten Sammelwerken von Denss und Klingenstein.